# Marstall

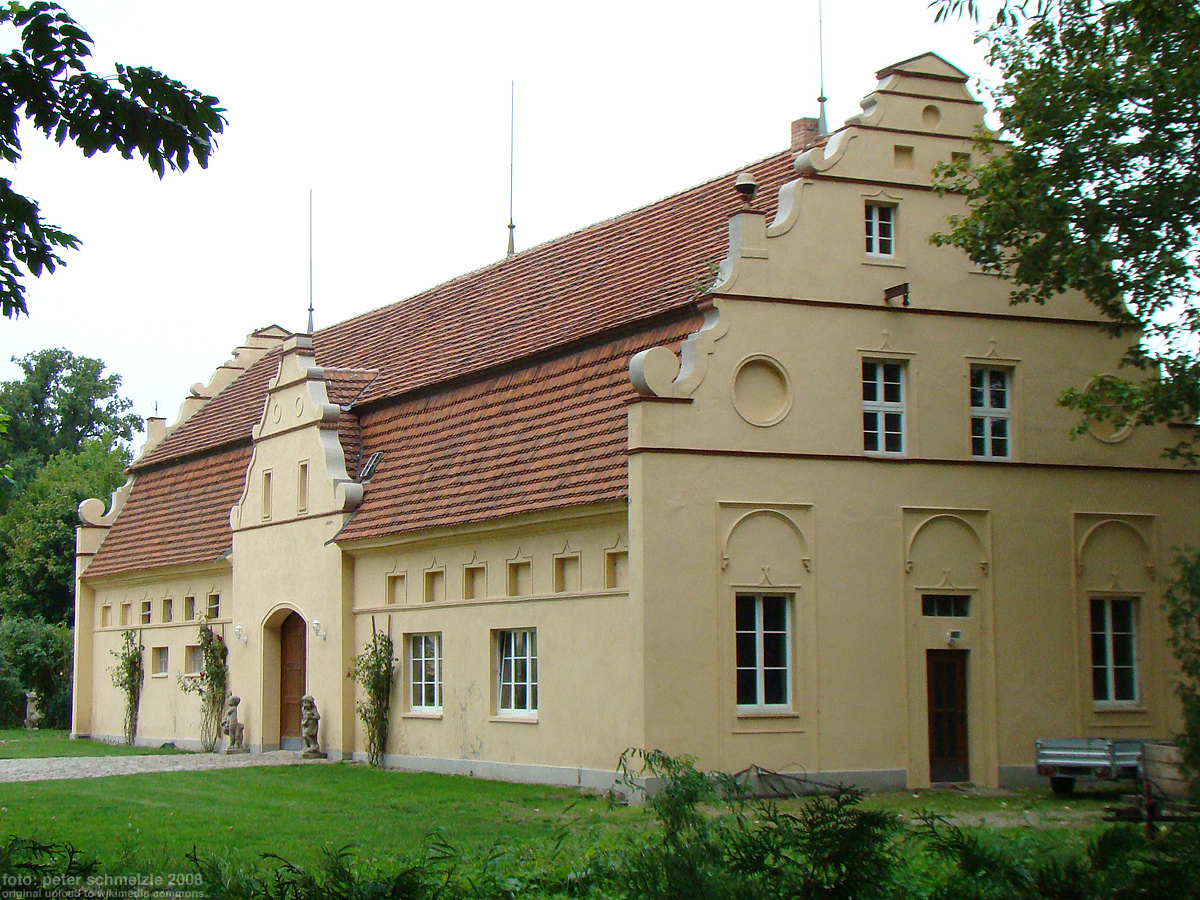
Marstall in Groß Gievitz (18. Jh.)

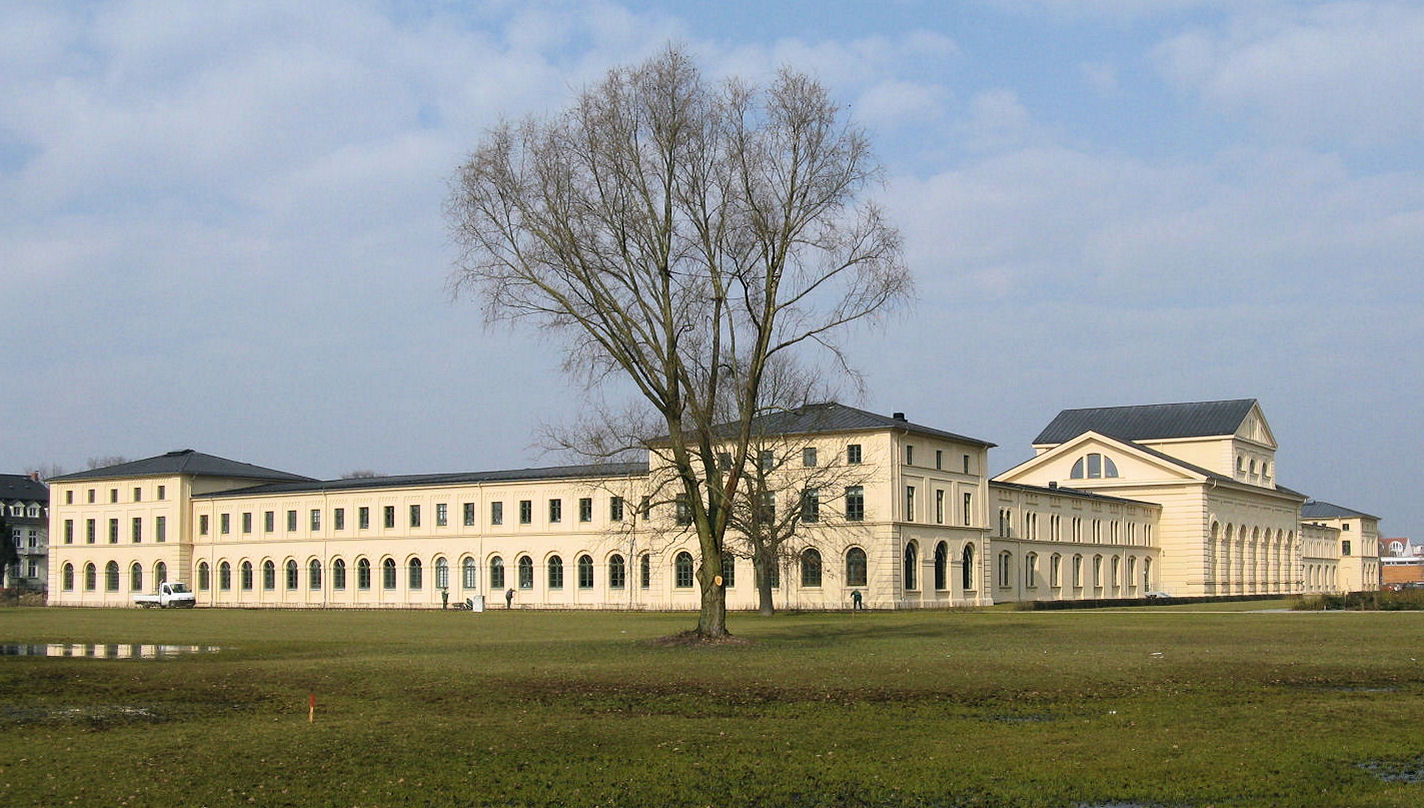
Schweriner Marstall (19. Jh.)

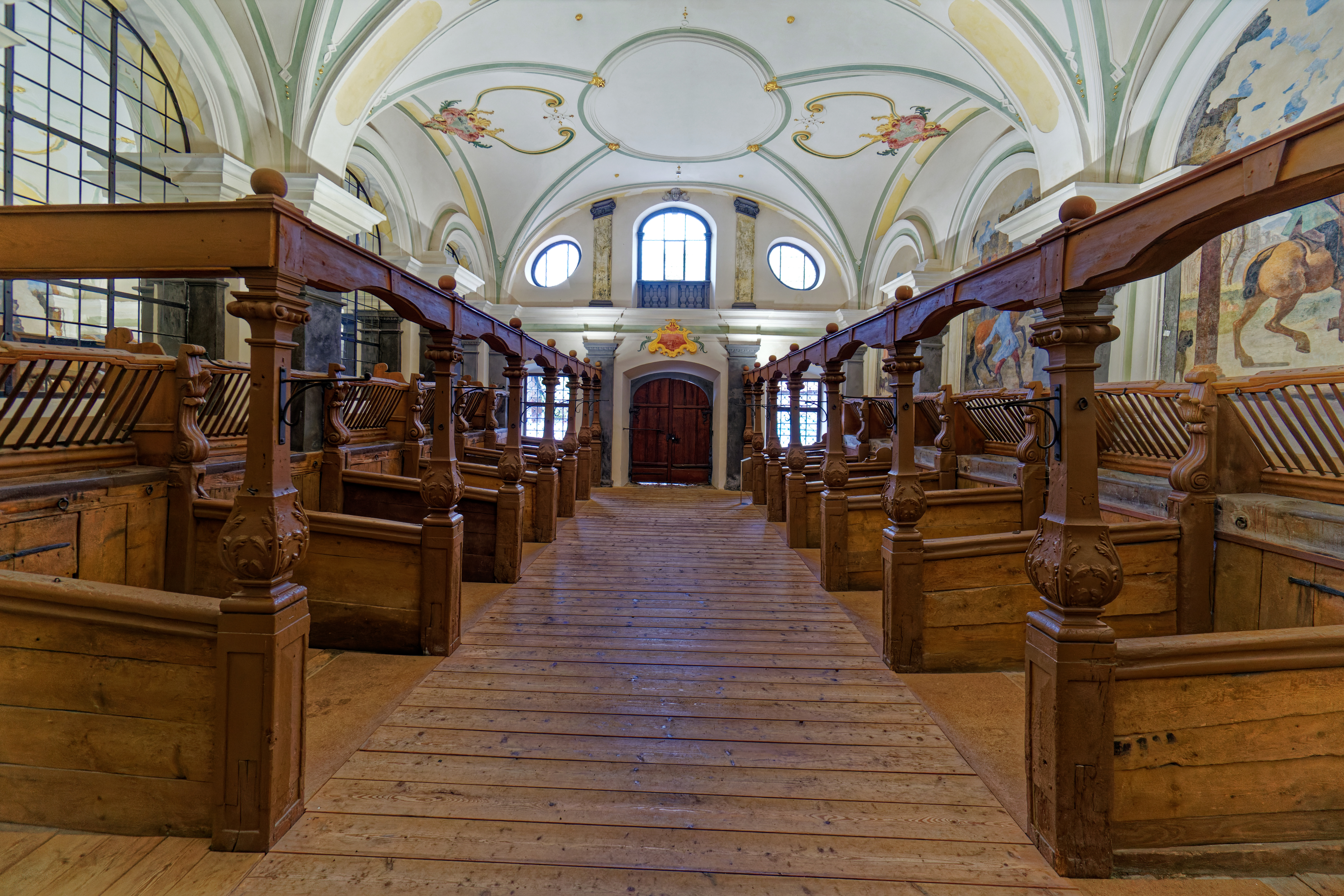
Pferdeboxen im Marstall der Reichsabtei Salem

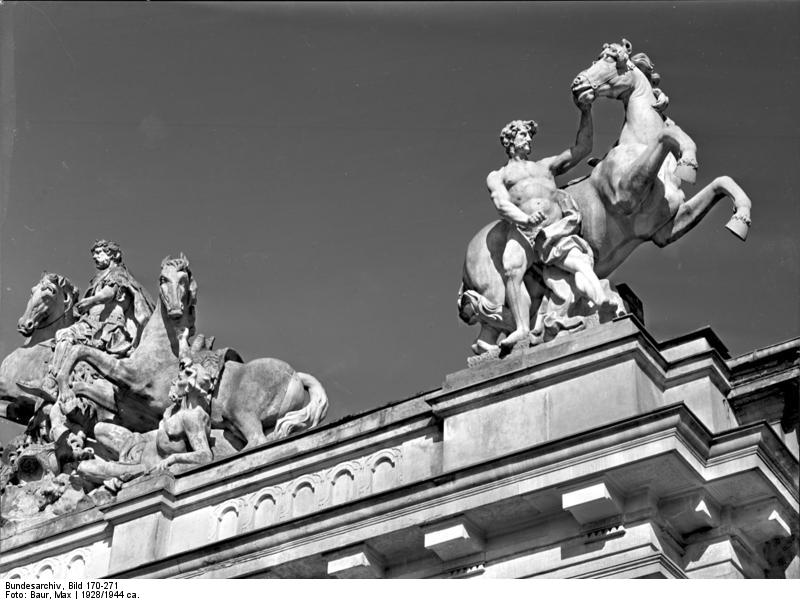
Bauplastik am Potsdamer Marstall (18. Jh.)

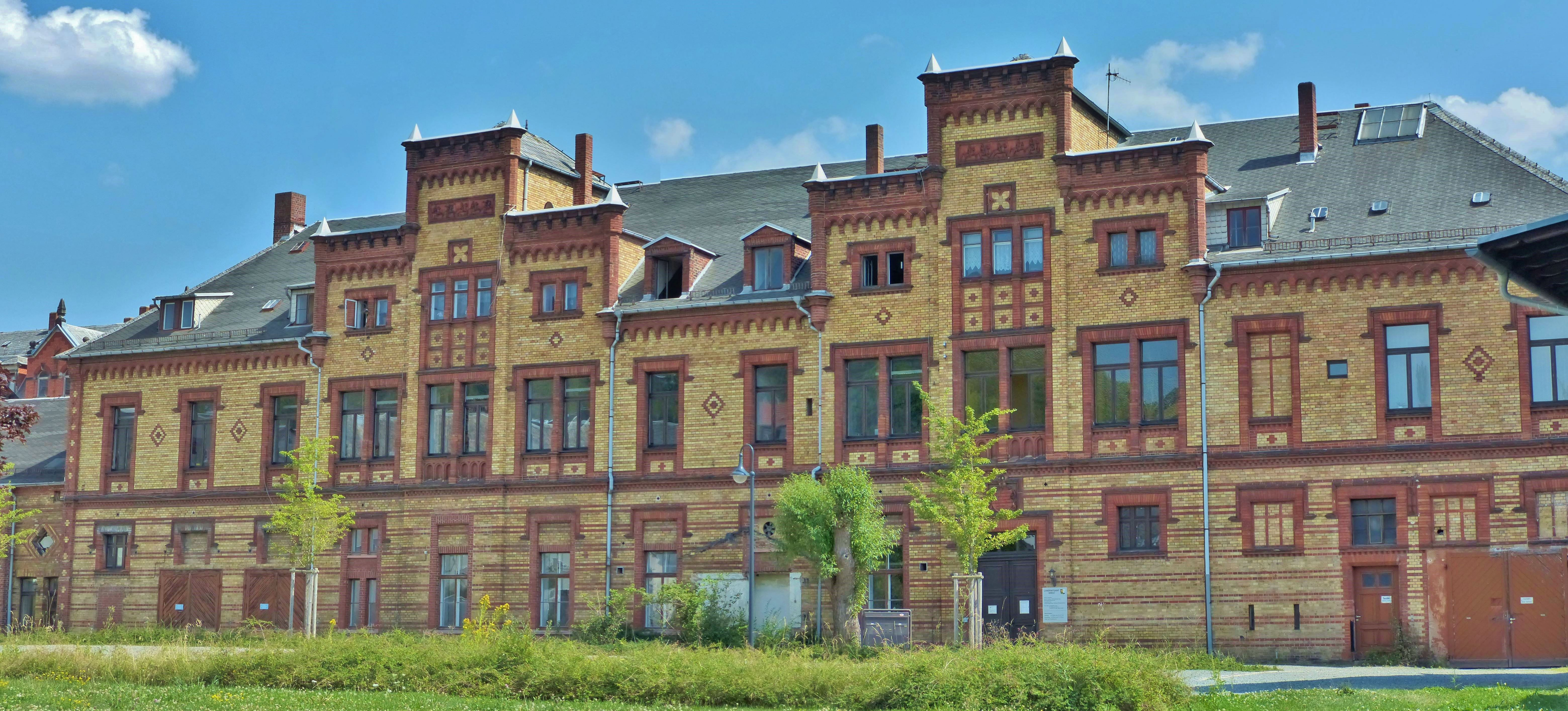
Fürstlich Reußischer Marstall in Greiz (19. Jh.)

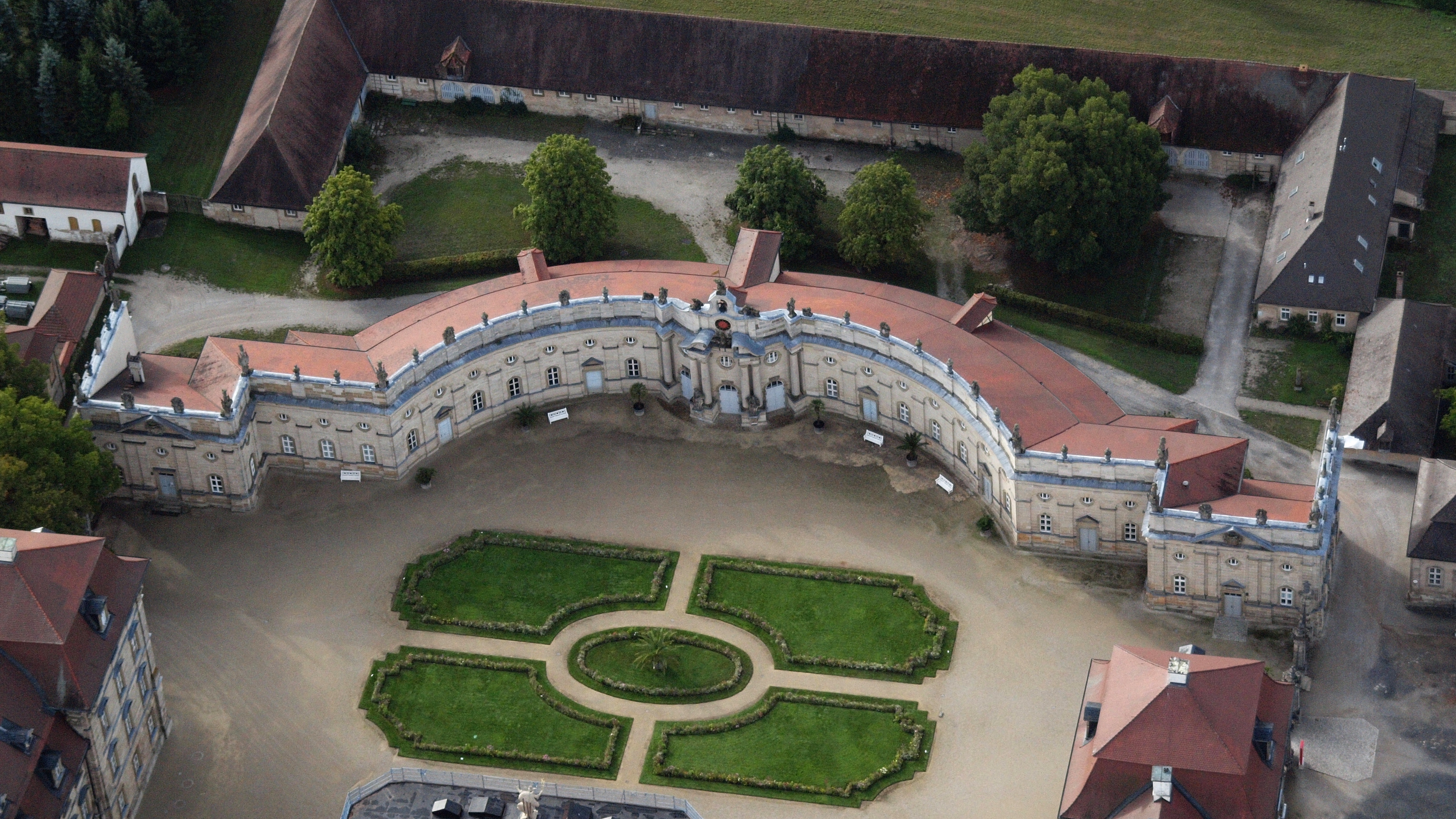
Marstall Schloss Weißenstein (Pommersfelden), Luftaufnahme (2015)

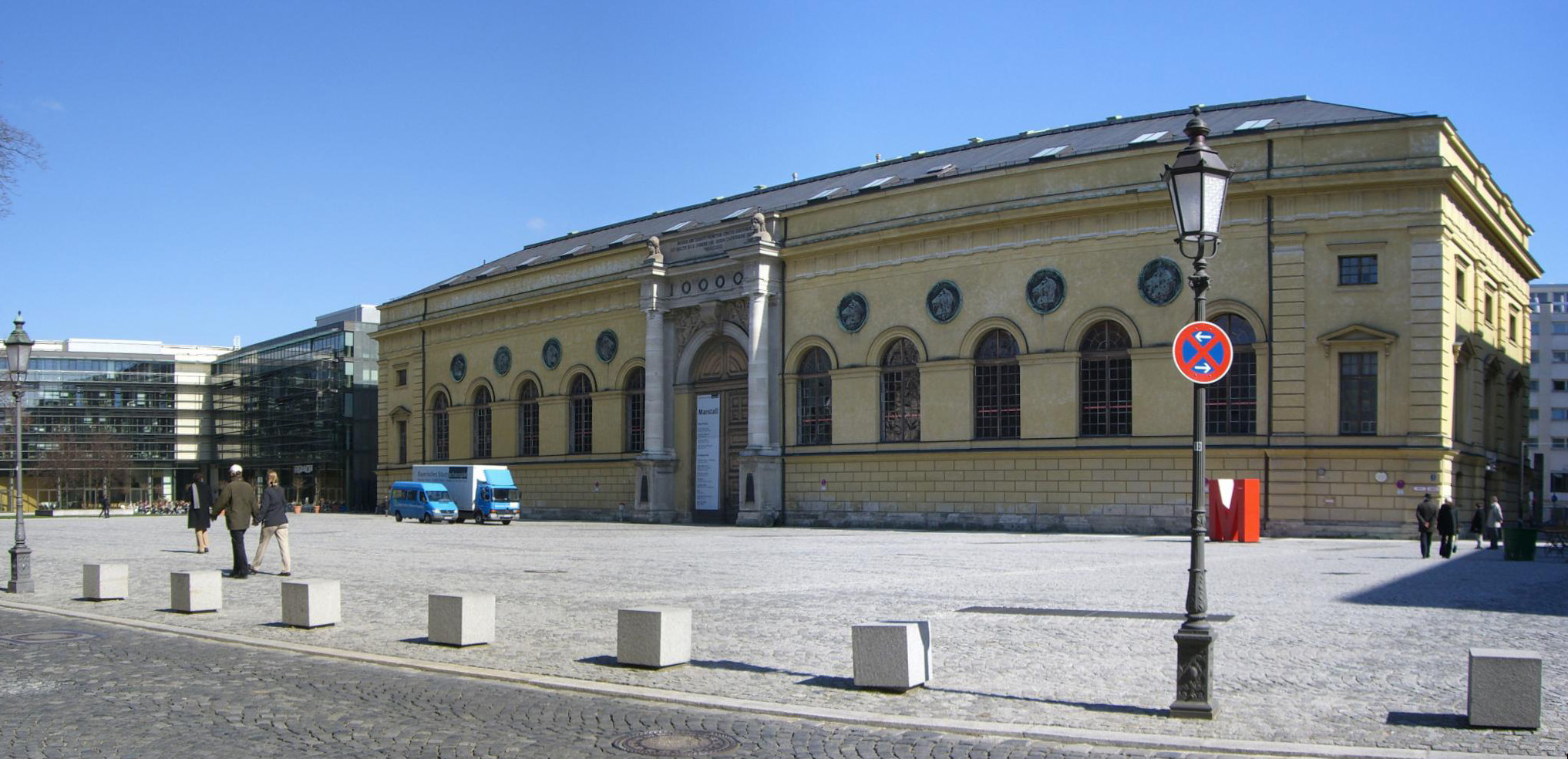
Marstall München

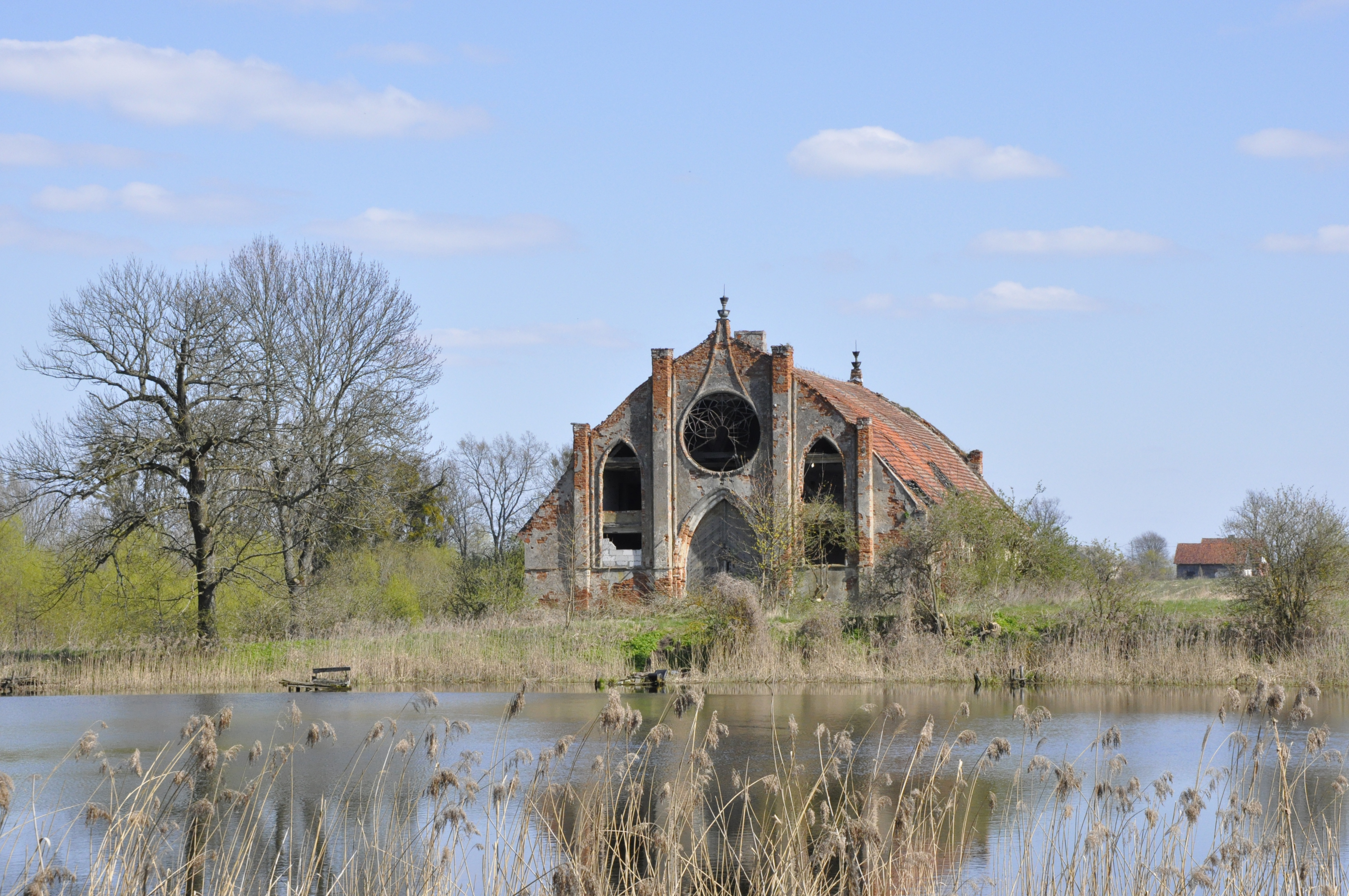
Marstall des Schlosses Dönhoffstädt im Jahr 2017.

Marstall (von althochdeutsch marahstal, zusammengesetzt aus marah Pferd (Mähre) und stal Stall) war ursprünglich eine Bezeichnung für einen Pferdestall eines Fürsten. Im heutigen Sprachgebrauch wird der Begriff des Marstalls für Stallbauten von Schlössern und Herrenhäusern benutzt, die von der Frühen Neuzeit bis in das 19. Jahrhundert in repräsentativer Architektur ausgeführt wurden. Der Begriff kann darüber hinaus auch die Gesamtheit aller Pferde eines Fürsten bezeichnen. Sprachlich verwandt ist der Marschall, ehemals der Stallmeister.

## Gebäude und Organisation
Die fürstlichen Marställe umfassten die Gebäude für Pferde, Wagen, Kutschen und Geschirr. Je nach Größe des Anwesens können Marställe beträchtliche Ausmaße annehmen und selbst einen eigenen Gebäudekomplex bilden.
Vor allem in der Zeit des Barocks wurden die Stallbauten prunkvoll ausgeführt. An den Marstall war häufig eine gedeckte Reithalle (zeitgenössisch als Reithaus bezeichnet) für die Hofreitschule angeschlossen.
Dem Marstall stand in der Regel ein hoher adeliger Beamter des Hofstaats vor. In der Hierarchie der Hofämter war er dabei zumeist zwischen Rang 4 und 8 angeordnet. Häufig war diese Aufgabe eine Repräsentationstätigkeit; die eigentliche Tagesarbeit oblag nichtadeligen Leitern. Die Bezeichnung der Position variiert: Üblich waren „Marstaller“ (Württemberg), „Oberstallmeister“, „Oberststallmeister“ oder „Großstallmeister“.

## Andere Bezeichnungen
In Österreich ist die Bezeichnung Marstall für die ehemaligen Hofstallungen in Wien (die heute das MuseumsQuartier bilden) nicht üblich, vereinzelt aber für die fürsterzbischöflichen Hofstallungen in Salzburg (heute die Festspielhäuser).
Einem Marstall vergleichbare Bauwerke sind die Königlichen Ställe in Den Haag, die Royal Mews in London oder die Grande Écurie und die Petite Écurie in Versailles, sowie die Grande Écurie in Chantilly.

## Umgenutzte Marställe
Zahlreiche historische Marstallgebäude wurden in Deutschland ab dem 19. und 20. Jahrhundert für eine neue Nutzung umgebaut, nachdem ihre ursprüngliche Funktion als Teil einer fürstlichen Hofhaltung hinfällig geworden war. Repräsentative Architektur, Gebäudegröße und zentrale Lage machten die Bauwerke besonders als Sitz für öffentliche Institutionen geeignet. So finden sich heute oft Archive, Bibliotheken oder Behörden in den umgebauten Marställen. In Anlehnung an ihre frühere Funktion haben einige dieser umgenutzten Gebäude den Namen Marstall beibehalten.
- Die Galerie im Marstall Ahrensburg ist ein Ausstellungshaus für Gegenwartskunst und befindet sich im ehemaligen Marstall des Schlosses Ahrensburg.
- Marstall in Berg, wird als Veranstaltungssaal sowie für Wohn- und Geschäftsräume genutzt.
- Alter und Neuer Marstall in Berlin, unter anderem von der Berliner Stadtbibliothek genutzt.
- Marstall Berlin Wannsee wird vom Sozialpädagogischen Fortbildungsinstitut Berlin-Brandenburg als Seminarraum und Speisesaal genutzt.
- Marstall in Coburg, Dienstgebäude des Vermessungsamtes Coburg.
- Marstall in Darmstadt, wird als Dienstgebäude einer Niederlassung des Landesbetriebs Bau und Immobilien Hessen genutzt.
- Der erste Dresdener Marstall – ein prächtiges Renaissance-Gebäude am Jüdenhof – wurde zwar wiederholt baulich verändert; viele Architekturelemente, die auf seine ursprüngliche Nutzung hinweisen, sind aber heute noch erkennbar. So finden sich an der Hofseite des Gebäudes noch heute eine Pferdeschwemme und eine Reit-Rampe ins erste Obergeschoss. Das Stallgebäude wurde von 1586 bis 1590 im Renaissance-Stil erbaut und ist seither über den Langen Gang des Stallhofes direkt mit dem Georgenbau des Residenzschlosses verbunden. Das Gebäude diente ursprünglich der Unterbringung der kurfürstlichen Pferde und Kutschen im Erdgeschoss. Die Kurfürstliche Rüst- und Harnischkammer befand sich im Obergeschoss. Nach Umbauten im Stil des Barocks zog 1747 die Gemäldegalerie in das Obergeschoss ein. Zwischen 1872 und 1876 erfolgte ein weiterer grundlegender Umbau des Gebäudes. Seither wird es als Johanneum bezeichnet und nach diversen musealen Nutzungen heute durch das Städtische Verkehrsmuseum genutzt.
- Durch die Umnutzung des ersten Dresdener Marstalls zur Gemäldegalerie war der Bau eines neuen Königlichen Marstalls notwendig. Dieser entstand von 1745 bis 1748 als barocke vierflügelige Stallanlage in der Wilsdruffer Vorstadt. Bei den Luftangriffen auf Dresden im Februar 1945 wurde er teilweise zerstört. Das nach 1950 wiederaufgebaute Gebäude wurde in die Theaterwerkstätten des Schauspielhauses eingebunden.
- Der Marstall von Kloster Einsiedeln wurde 1765 im Barock-Stil erbaut und beherbergt das älteste noch bestehende europäische Gestüt, das seine Anfänge im 15. Jahrhundert hat. Dort werden Einsiedler-Pferde gezogen. Der erste schriftliche Hinweis auf die Pferdezucht findet sich in der Rechtsverleihung vom 24. Februar 1064 durch König Heinrich IV. Der Fortbestand der Einsiedler-Zucht ist gefährdet.".[1]
- Marstall in Freising, beherbergt die Dombibliothek Freising
- Marstall Greiz, beherbergt das Amt für Hochbau des Landratsamtes Greiz bzw. als Ausweichquartier die Stadtverwaltung Greiz.
- Hofmarställe am Hohen Ufer in Hannover als Gebäudekomplex, von dem einzelne erhaltene Bauten als Geschäfts- und Bürohaus genutzt werden.
- Heidelberger Marstall, beherbergt Einrichtungen der Universität Heidelberg.
- Die freie Rekonstruktion des 1962 abgebrochenen Kasseler Marstalls, hat die Funktion einer Markthalle und Sitz des Stadtarchiv Kassel.
- Marstall in Kempten, beherbergt verschiedene Museen
- Lübecker Marstall, heute ein Jugendzentrum. Im Unterschied zu den fürstlichen Marställen war der Lübecker Marstall eine städtische Institution, die von zwei Ratsherren geleitet wurde.
- Der heute als Golden-Ross-Kaserne bezeichnete ehemalige kurfürstliche Marstall in Mainz wurde bereits im 18. Jahrhundert zweckentfremdet und diente später beispielsweise als Theatergebäude und Kaserne. Heute gehört das Gebäude zum Landesmuseum Mainz.
- Der Marstall in Marburg dient heute als Wohnheim der Hessischen Stipendiatenanstalt.
- Meininger Marstall, Heimstatt eines Reitvereins und einiger Ämter der Stadtverwaltung.
- Münchner Marstall, mit dem Theater im Marstall. Der ältere Münchner Marstall ist die Alte Münze, der zu Beginn des 19. Jahrhunderts in eine Münzprägestätte umgewandelt wurde und seit 1989 das Bayerische Landesamt für Denkmalpflege beherbergt.
- Der Neustrelitzer Marstall ist heute Veranstaltungsgebäude.
- Der Potsdamer Marstall beherbergt heute das Filmmuseum Potsdam.
- Der Marstall in Rotenburg an der Fulda ist heute Sitz der Aus- und Fortbildungsstätte von Hessen Mobil – Straßen- und Verkehrsmanagement.
- Der Schweriner Marstall ist heute Sitz der Ministerien für Soziales und für Bildung von Mecklenburg-Vorpommern,[2] von 1997 bis 2011 diente er auch als Sitz des Technischen Landesmuseums.
- Der Marstall im Thurn und Taxis Schloss St. Emmeram in Regensburg ist heute Teil des Schloss-Museums
- Der Marstall des Weilburger Schlosses wird heute als Schlosshotel und Restaurant genutzt.[3]
- Marstall in Weimar, Sitz des Thüringischen Hauptstaatsarchivs Weimar.
- Das Salzhaus in Zittau diente ursprünglich zugleich als Lagerhaus, Marstall und Zeughaus. Heute sind in dem Gebäude unter anderem städtische Behörden, Läden, Restaurants und eine Bibliothek untergebracht.

Die ursprüngliche Nutzung als Pferdestall kann zum Beispiel in der Fürstlichen Hofreitschule in Bückeburg besichtigt werden. Verschiedene Kutschenmuseen wurden ebenfalls in Marställen eingerichtet.
- Der sich in Drogosze befindliche und zum Schloss Dönhoffstädt gehörende Marstall scheint dem Verfall preisgegeben zu sein.

## Nicht mehr existierende Marställe
- Der 1532 erbaute Marstall in Münstermaifeld im Landkreis Mayen-Koblenz (Rheinland-Pfalz) brannte am 1. Februar 1914 nieder.
- Der 1575 erbaute Marstall in Leipzig wurde 1867 abgerissen.
- Der 1593 erbaute Kasseler Marstall wurde nach Kriegsbeschädigungen und unterbliebener Sicherung 1962 abgerissen.